# Вулиця Левітана (Київ)
Ву́лиця Левіта́на — вулиця в Голосіївському районі міста Києва, місцевість Багринова гора. Пролягає від проспекту Науки до Моторного провулку.

## Історія
Виникла в 1-й половині XX століття, мала назву вулиця Шевче́нка (на честь Тараса Шевченка). Сучасна назва на честь російського художника-пейзажиста Ісаака Левітана — з 1955 року.